# Lampedusa
Lampedusa (pronunție: [lam.pe.ˈdu.sa]; limba siciliană: Lampidusa; greacă veche: Λοπαδούσσα Lopadoussa) este cea mai mare dintre Insulele Pelagie din Marea Mediterană, ce aparțin de Italia. 
Comuna Lampedusa e Linosa este parte a provinciei siciliene Agrigento, care include și două insule mai mici, Linosa și Lampione. 